# Vlak brez voznega reda
Vlak brez voznega reda (srbohrvaško Vlak bez voznog reda) je jugoslovanski črno-beli dramski film iz leta 1959, ki ga je režiral Veljko Bulajić in zanj napisal tudi scenarij skupaj s Stjepanon Perovićem, Ivom Brautom in Eliem Petrijem. V glavnih vlogah nastopajo Olivera Marković, Stole Aranđelović in Davor Antolić. Zgodba prikazuje kolonizacijo rodovitne panonske nižine s strani revnih dalmatinskih kmetovalcev kmalu po koncu druge svetovne vojne.
Film je bil premierno prikazan 14 marca 1959 v jugoslovanskih kinematografih in je naletel na dobre ocene kritikov. Na Puljskem filmskem festivalu je osvojil glavno nagrado velika zlata arena za najboljši jugoslovanski film, ob tem pa še zlati areni za najboljši scenarij (Bulajić, Perović, Braut in Petri) in najboljšo moško stransko vlogo (Milan Milošević), nagrado občinstvo in posebno priznanje (Bulajić). Prikazan je bil v tekmovalen programu Filmskega festivala v Cannesu, kjer je bil nominiran za glavno nagrado zlata palma, osvojil pa nagrado občinstva. Izbran je bil za jugoslovanskega kandidata za oskarja za najboljši mednarodni celovečerni film na 32. podelitvi, toda ni prišel v ožji izbor.

## Vloge
- Olivera Marković kot Ike
- Bata Živojinović kot Duje
- Davor Antolić kot pomočnik strojevodje
- Stole Aranđelović kot Lovre
- Krešimir Zidarić kot Buda
- Nevenka Benković kot Budina mati
- Mirko Boman kot Budin oče
- Muhamed Cejvan kot Spiro
- Luka Delić kot Simlesa
- Zlatko Crnković kot
- Ljubo Dijan kot
- Mate Ergović kot Margan
- Inge Ilin kot Dana
- Sima Janićijević kot Jole
- Ljubica Jović kot gospodična v restavraciji
- Jelena Keseljević kot Simlesina žena
- Dragan Knapić
- Tana Maskareli kot Jolina žena
- Branko Matić kot vaščan
- Milan Milošević